# 網路人權
網路人權（Human rights in cyberspace）在人權與法律的領域中是一個新興的概念，一般而言是指人們在網際網路中的各式各樣的權利，並被列為一項基本人權。在網際網路中，人們的權利得到更廣泛的延伸，得以發出更多的聲音，受到的審查也相對很少。據估計，有超過40%的世界人口是網際網路用戶，網際網路允許個人和媒體一樣，擁有廣泛發布信息的權利。因此，網際網路已經成為一個廣泛的平台，提供給個人行使言論自由的權利和自由獲取信息的權利。
聯合國人權理事會指出，根據《公民權利和政治權利國際公約》第十九條第2段規定，人類擁有尋求、接受和傳遞各種消息和思想的自由，包括表達言論、獲取信息和在網際網路中交流意見的自由。

在公約中為網路人權提供了重要保障的一項條款是第十九條第3段：
|  | 本條第二款所規定的權利的行使帶有特殊的義務和責任，因此得受某些限制，但這些限制只應由法律規定並為下列條件所必需： （甲）尊重他人的權利或名譽； （乙）保障國家安全或公共秩序，或公共衛生或道德。 |

聯合國人權理事會表示：“人們擁有登入和登出網路的權利（特別是自由表達言論的權利）”。這被普遍認為是一種在信息獲取上的自由權，必須與其他權利相一致。在網路中，人們對這項權利的現狀和前景提出了不同的看法。

## 參看
- 資訊自由
- 電子前哨基金會
- 網際網路審查
- 數位民主